# Homidiana westwoodi
Homidiana westwoodi är en fjärilsart som beskrevs av Charles Oberthür 1881. Homidiana westwoodi ingår i släktet Homidiana och familjen Sematuridae. Inga underarter finns listade i Catalogue of Life.